# Жилино (Богородський міський округ)
Жи́лино (рос. Жилино) — присілок у складі Богородського міського округу Московської області, Росія.

## Населення
Населення — 121 особа (2010; 122 у 2002).
Національний склад (станом на 2002 рік):
- росіяни — 97 %